# Northern Islands

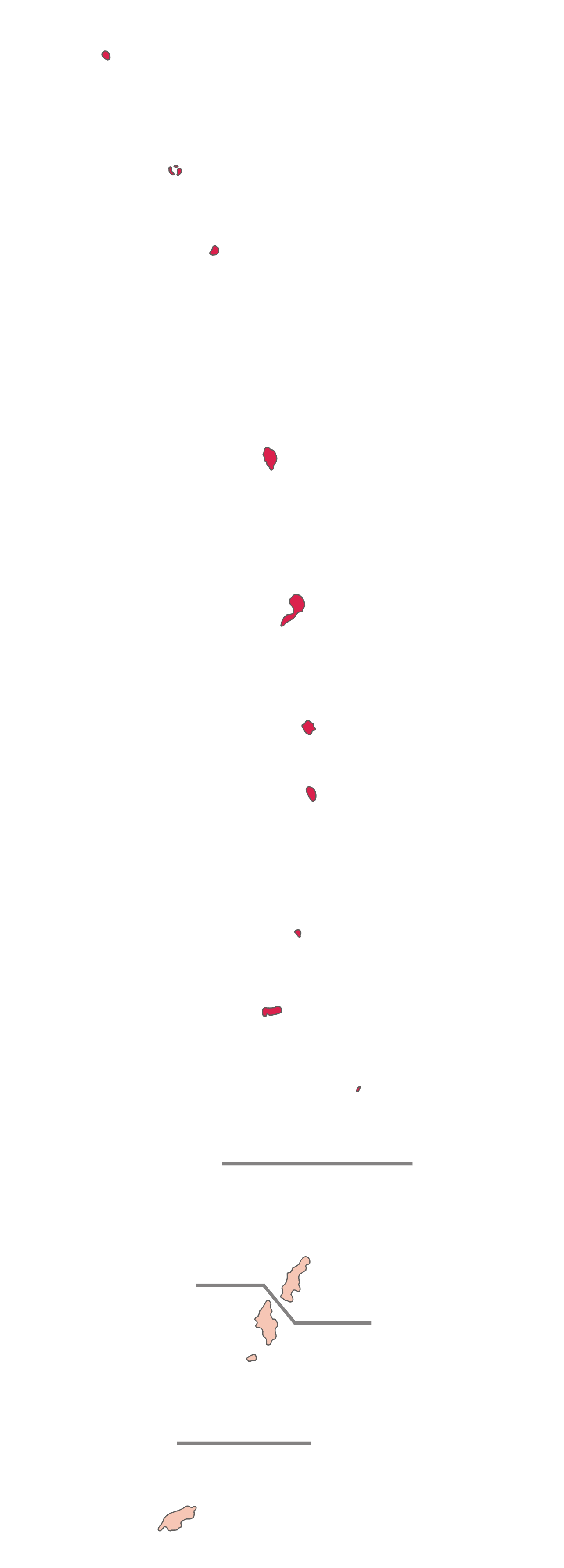
Okręg administracyjny Northern Islands

Northern Islands – jeden z czterech okręgów administracyjnych wchodzących w skład Marianów Północnych.
Okręg obejmuje 10 północnych wysp i grup wysp wchodzących w skład archipelagu Marianów. Wyspami tymi są (z północy na południe):
1. Farallon de Pajaros
2. Maug Islands
  - East Island
  - North Island
  - West Island
3. Asuncion Island
4. Agrihan (Agrigan)
5. Pagan
6. Alamagan
7. Guguan
8. Sarigan
9. Anatahan
10. Farallon de Medinilla

W skład okręgu wchodzi również Zealandia Bank będąca dwiema skałami leżącymi 11 mil na północ od wyspy Sarigan. Ze względu na swój niewielki rozmiar, skały te nie są zaliczane do wysp wymienianych w wykazach wysp Marianów Północnych.
Okręg zajmuje powierzchnię 171 km² i jest niemal wyludniony - obecnie mieszka w nim tylko kilka osób na wyspie Alamagan (w 2000 wyspę zamieszkiwało 6 osób). Z pozostałych wysp zamieszkane były Agrihan, Anatahan, Pagan i Sarigan, lecz ich mieszkańcy zostali przeniesieni w latach 80. i 90. na południowe wyspy archipelagu, ze względu na zagrożenie erupcjami wulkanów (wszystkie wyspy tego okręgu są wyspami wulkanicznymi z czynnymi lub uśpionymi wulkanami).
Dawną stolicą, pełniącą swą funkcję przed wysiedleniem ludności, jest opuszczona dziś osada Shomushon znajdująca się na wyspie Pagan. Obecnie okręg Northern Islands nie ma stolicy i administrowane jest z wyspy Saipan.